# Acronicta intermedia
Acronicta intermedia är en fjärilsart som beskrevs av Tutt 1891. Acronicta intermedia ingår i släktet Acronicta och familjen nattflyn. Inga underarter finns listade i Catalogue of Life.